# Kramolín (Dél-plzeňi járás)
Kramolín település Csehország Plzeňi kerületének Dél-plzeňi járásban. Kramolín Kozlovice, Polánka, Myslív és Mileč településekkel határos. Lakosainak száma 119 fő (2024. január 1.).

## Népesség
A település lakosságának változását az alábbi diagram mutatja:
| Lakosok száma | 402  | 385  | 389  | 250  | 148  | 98   | 111  | 118  | 114  | 119  |
|               | 1869 | 1890 | 1921 | 1950 | 1980 | 2001 | 2017 | 2019 | 2022 | 2024 |